# Gaspard-Jean-André Jauffret
Gaspard-Jean-André Jauffret (La Roquebrussanne, 13 dicembre 1759 – Parigi, 13 maggio 1823) è stato un vescovo cattolico francese.

## Biografia
Assecondando il desiderio del genitore, studiò per diventare avvocato ma in seguito entrò in seminario ad Aix ed abbracciò lo stato ecclesiastico: ordinato prete, nel 1785 si spostò a Parigi per proseguire gli studi e a San Sulpizio fu un valido predicatore. Dopo i massacri di ecclesiastici e religiosi del settembre 1792 lasciò Parigi e rientrò in Provenza; tornò a Parigi nel 1795.
Dopo il concordato del 1801 il cardinale Fesch, arcivescovo di Lione, lo volle come suo vicario generale. Durante questo periodo, lavorò in stretta collaborazione con la Madame Mère Maria Letizia, nominata da suo figlio Napoleone protettrice generale delle comunità religiose in Francia.
Eletto vescovo di Metz nel 1806, continuò l'opera di restaurazione avviata dal suo predecessore Bienaymé riordinando i seminari e gli istituti religiosi dediti all'insegnamento, alla cura dei malati e all'assistenza ai poveri: facilitò il rientro a Metz delle suore di San Carlo e delle Figlie della carità e propose a madame de Méjanès di trasformare la piccola comunità di insegnanti che aveva riunito ad Argancy nella congregazione delle Figlie della Santa Infanzia di Gesù e di Maria.
Nel 1811 Napoleone lo trasferì alla sede arcivescovile metropolitana di Aix ma Pio VII non concesse l'istituzione canonica; nel 1814, con la restaurazione borbonica, riprese possesso della sede di Metz.
Celebrò un sinodo diocesano nel 1820 e collaborò al ristabilimento della sede episcopale di Reims.
Morì nel 1823, mentre era in viaggio per Parigi.
Alla sua morte la giurisdizione ecclesiastica sul Granducato di Lussemburgo (all'epoca molto più grande dell'attuale) passò dalla diocesi di Metz (che l'aveva ottenuta con il Concordato del 1801) alla diocesi di Namur.
Lasciò molti scritti.

## Genealogia episcopale
La genealogia episcopale è:
- Cardinale Scipione Rebiba
- Cardinale Giulio Antonio Santori
- Cardinale Girolamo Bernerio, O.P.
- Arcivescovo Galeazzo Sanvitale
- Cardinale Ludovico Ludovisi
- Cardinale Luigi Caetani
- Cardinale Ulderico Carpegna
- Cardinale Paluzzo Paluzzi Altieri degli Albertoni
- Papa Benedetto XIII
- Papa Benedetto XIV
- Papa Clemente XIII
- Cardinale Giovanni Battista Caprara Montecuccoli
- Cardinale Joseph Fesch
- Vescovo Gaspard-Jean-André Jauffret